# جینکستر
جینکستر یک بازی ویدئویی تخیلی تعاملی است که توسط Magnetic Scrolls توسعه یافته و توسط Rainbird در سال ۱۹۸۷ برای کامپیوترهای خانگی ۸ و ۱۶ بیتی آن زمان منتشر شده‌است. جینکستر داستان مردی را روایت می‌کند که در مأموریتی برای نجات سرزمین خیالی آکیتانیا از خطر بزرگ جادوگران شیطانی قرار دارد. این بازی پس از انتشار با استقبال خوبی از سوی منتقدان مواجه شد.